# Championnat de Bolivie de football 1995
Navigation
Saison précédente Saison suivante
La saison 1995 du Championnat de Bolivie de football est la vingt-et-unième édition du championnat de première division en Bolivie. Le championnat est scindé en deux tournois saisonniers, qui voient leurs vainqueurs respectifs s'affronter pour le titre national.
C'est le club de San José Oruro qui remporte le titre cette saison après avoir gagné les deux tournois saisonniers. C'est le tout premier titre de champion de Bolivie de l'histoire du club.

## Qualifications continentales
Les deux clubs vainqueurs des tournois saisonniers se qualifient pour la prochaine édition de la Copa Libertadores; en cas de doublé d'un club, un barrage est organisé entre les deux finalistes malheureux. De plus, les deux clubs finalistes du tournoi Ouverture se qualifient pour la Copa CONMEBOL.

## Les clubs participants
| - Jorge Wilstermann Cochabamba - San José Oruro - Oriente Petrolero - Bolivar La Paz - Club Stormers San Lorenzo - Promu de Primera B - Destroyers Santa Cruz | - Real Santa Cruz - Ciclón Tarija - Club Blooming - The Strongest La Paz - Club Independiente Petrolero - Club Deportivo Guabirá |

## Compétition
Le barème utilisé pour établir l'ensemble des classements est le suivant :
- Victoire : 3 points
- Match nul : 1 point
- Défaite : 0 point

### Tournoi Ouverture

#### Première phase
| Rang | Équipe                       | Pts | J  | G | N | P | Bp | Bc | Diff |
| ---- | ---------------------------- | --- | -- | - | - | - | -- | -- | ---- |
| 1    | Club Deportivo Guabirá       | 29  | 14 | 9 | 2 | 3 | 23 | 12 | +11  |
| 2    | Oriente Petrolero            | 26  | 14 | 7 | 5 | 2 | 21 | 14 | +7   |
| 3    | Club Independiente Petrolero | 20  | 14 | 6 | 2 | 6 | 22 | 27 | -5   |
| 4    | Bolivar La PazT              | 17  | 14 | 4 | 5 | 5 | 20 | 14 | +6   |
| 5    | Real Santa Cruz              | 16  | 14 | 4 | 4 | 6 | 11 | 20 | -9   |
| 6    | Jorge Wilstermann Cochabamba | 15  | 14 | 4 | 3 | 7 | 16 | 19 | -3   |

| Rang | Équipe                     | Pts | J  | G | N | P  | Bp | Bc | Diff |
| ---- | -------------------------- | --- | -- | - | - | -- | -- | -- | ---- |
| 1    | San José Oruro             | 27  | 14 | 8 | 3 | 3  | 29 | 12 | +17  |
| 2    | The Strongest La Paz       | 27  | 14 | 8 | 3 | 3  | 16 | 5  | +11  |
| 3    | Club Stormers San LorenzoP | 18  | 14 | 5 | 3 | 6  | 15 | 19 | -4   |
| 4    | Club Blooming              | 15  | 14 | 4 | 3 | 7  | 22 | 27 | -5   |
| 5    | Ciclón Tarija              | 14  | 14 | 4 | 2 | 8  | 15 | 22 | -7   |
| 6    | Destroyers Santa Cruz      | 10  | 14 | 3 | 1 | 10 | 16 | 35 | -19  |

#### Phase finale
Demi-finales :
| Équipe 1             | Résultat | Équipe 2               | Aller | Retour |
| -------------------- | -------- | ---------------------- | ----- | ------ |
| Oriente Petrolero    | 3 - 3e   | San José Oruro         | 2 - 2 | 1 - 1  |
| The Strongest La Paz | 2 - 3    | Club Deportivo Guabirá | 1 - 0 | 1 - 3  |

Finale :
| Équipe 1               | Résultat | Équipe 2       | Aller | Retour | Appui |
| ---------------------- | -------- | -------------- | ----- | ------ | ----- |
| Club Deportivo Guabirá | 3 - 5    | San José Oruro | 2 - 1 | 0 - 3  | 1 - 1 |

- Les deux finalistes obtiennent leur billet pour la Copa CONMEBOL.

### Tournoi de clôture

#### Première phase
| Rang | Équipe                       | Pts | J  | G | N | P | Bp | Bc | Diff |
| ---- | ---------------------------- | --- | -- | - | - | - | -- | -- | ---- |
| 1    | Bolivar La Paz               | 26  | 14 | 7 | 5 | 2 | 21 | 9  | +12  |
| 2    | Club Deportivo Guabirá       | 24  | 14 | 7 | 3 | 4 | 18 | 11 | +7   |
| 3    | Jorge Wilstermann Cochabamba | 18  | 14 | 5 | 3 | 6 | 15 | 15 | 0    |
| 4    | Real Santa Cruz              | 18  | 14 | 5 | 3 | 6 | 17 | 21 | -4   |
| 5    | Club Stromers San LorenzoP   | 16  | 14 | 4 | 4 | 6 | 17 | 18 | -1   |
| 6    | Club Blooming                | 8   | 14 | 3 | 2 | 9 | 12 | 28 | -16  |

| Rang | Équipe                       | Pts | J  | G | N | P | Bp | Bc | Diff |
| ---- | ---------------------------- | --- | -- | - | - | - | -- | -- | ---- |
| 1    | San José Oruro               | 24  | 14 | 7 | 3 | 4 | 21 | 14 | +7   |
| 2    | Oriente Petrolero            | 23  | 14 | 5 | 8 | 1 | 24 | 14 | +10  |
| 3    | Destroyers Santa Cruz        | 23  | 14 | 7 | 2 | 5 | 24 | 24 | 0    |
| 4    | The Strongest La Paz         | 17  | 14 | 4 | 5 | 5 | 19 | 17 | +2   |
| 5    | Club Independiente Petrolero | 15  | 14 | 3 | 6 | 5 | 17 | 26 | -9   |
| 6    | Ciclón Tarija                | 12  | 14 | 2 | 6 | 6 | 14 | 22 | -8   |

#### Poule finale
| Rang | Équipe                       | Pts | J  | G | N | P | Bp | Bc | Diff |
| ---- | ---------------------------- | --- | -- | - | - | - | -- | -- | ---- |
| 1    | San José Oruro               | 20  | 10 | 5 | 5 | 0 | 19 | 4  | +15  |
| 2    | Club Deportivo Guabirá       | 20  | 10 | 6 | 2 | 2 | 17 | 14 | +3   |
| 3    | Bolivar La Paz               | 19  | 10 | 5 | 4 | 1 | 10 | 3  | +7   |
| 4    | Oriente Petrolero            | 11  | 10 | 3 | 2 | 5 | 12 | 18 | -6   |
| 5    | Destroyers Santa Cruz        | 8   | 10 | 2 | 2 | 6 | 13 | 22 | -9   |
| 6    | Jorge Wilstermann Cochabamba | 4   | 10 | 1 | 1 | 8 | 9  | 19 | -10  |

#### Barrage pour le titre
| Équipe 1               | Résultat      | Équipe 2       |
| ---------------------- | ------------- | -------------- |
| Club Deportivo Guabirá | 1 - 1 2-4 tab | San José Oruro |

- San José Oruro est déclaré champion après avoir gagné les tournois Ouverture et Clôture.

### Relégation
Un classement sur l'ensemble des phases régulières des deux tournois est réalisé. Les deux derniers s'affrontent en barrage de relégation qui voit le perdant être relégué et le vainqueur disputer un barrage de promotion-relégation face au deuxième du Torneo Simon Bolivar, la deuxième division bolivienne.
| Rang | Équipe                       | Pts | J  | G | N | P | Bp | Bc | Diff |
| ---- | ---------------------------- | --- | -- | - | - | - | -- | -- | ---- |
| 1    | Club Deportivo Guabirá       | 53  | 28 |   |   |   |    |    |      |
| 2    | San José Oruro               | 51  | 28 |   |   |   |    |    |      |
| 3    | Oriente Petrolero            | 49  | 28 |   |   |   |    |    |      |
| 4    | The Strongest La Paz         | 44  | 28 |   |   |   |    |    |      |
| 5    | Bolivar La Paz               | 43  | 28 |   |   |   |    |    |      |
| 6    | Club Independiente Petrolero | 35  | 28 |   |   |   |    |    |      |
| 7    | Club Stormers San Lorenzo    | 34  | 28 |   |   |   |    |    |      |
| 8    | Real Santa Cruz              | 34  | 28 |   |   |   |    |    |      |
| 9    | Destroyers Santa Cruz        | 33  | 28 |   |   |   |    |    |      |
| 10   | Jorge Wilstermann Cochabamba | 33  | 28 |   |   |   |    |    |      |
| 11   | Club Blooming                | 26  | 28 |   |   |   |    |    |      |
| 12   | Ciclón Tarija                | 26  | 28 |   |   |   |    |    |      |

#### Barrage de relégation
| Équipe 1      | Résultat      | Équipe 2      |
| ------------- | ------------- | ------------- |
| Club Blooming | 1 - 1 8-7 tab | Ciclón Tarija |

#### Barrage de promotion-relégation
| Équipe 1           | Résultat      | Équipe 2             | Aller | Retour |
| ------------------ | ------------- | -------------------- | ----- | ------ |
| Club Blooming (D1) | 1 - 1 5-6 tab | (D2) Chaco Petrolero | 0 - 0 | 1 - 1  |

## Bilan de la saison
| Championnat de Bolivie de football 1995 |                            |
| Champion                                | San José Oruro (1er titre) |
| Qualifications continentales            |                            |
| Copa Libertadores 1996                  | San José Oruro             |
| Copa Libertadores 1996                  | Club Deportivo Guabirá     |
| Copa CONMEBOL 1996                      | Bolivar La Paz             |
| Promotions et relégations               |                            |
| Promus en Primera A                     | Deportivo Municipal La Paz |
| Promus en Primera A                     | Chaco Petrolero            |
| Relégués en Torneo Simon Bolívar        | Club Blooming              |
| Relégués en Torneo Simon Bolívar        | Ciclón Tarija              |